# Impact de Montréal 1993
Questa voce raccoglie le informazioni riguardanti l'Impact de Montréal nelle competizioni ufficiali della stagione 1993.

## Stagione
L'Impact de Montréal viene fondato il 10 dicembre 1992, quando il gruppo imprenditoriale Saputo annuncia l'acquisizione di una franchigia nella APSL. Il 2 febbraio 1993 vengono annunciati il nome del club, i colori sociali blu-bianco-nero, e il nome del primo allenatore: l'italo-sudafricano Eddie Firmani, che aveva già allenato in città i Montréal Manic negli anni della NASL e il Montréal Supra in quelli della Canadian Soccer League.
Il primo match della propria storia viene giocato dall'Impact il 14 maggio 1993, al Titan Stadium contro il Los Angeles Salsa: l'incontro termina 2-2 ma viene conquistato dai californiani dopo gli shoot-out. I canadesi terminano il campionato all'ultimo posto in classifica.

## Rosa
| N. |                        | Ruolo | Calciatore         |
| -- | ---------------------- | ----- | ------------------ |
| 1  | Stati Uniti (bandiera) | P     | Patrick Harrington |
| 2  | Canada (bandiera)      | D     | Rudy Doliscat      |
| 3  | Francia (bandiera)     | D     | Patrice Ferri      |
| 4  | Canada (bandiera)      | C     | Nick De Santis     |
| 5  | Stati Uniti (bandiera) | C     | Warren Dupont      |
| 5  | Canada (bandiera)      | D     | Dino Lopez         |
| 6  | Canada (bandiera)      | C     | Marco Rizi         |
| 7  | Canada (bandiera)      | C     | Nick Dasovic       |
| 8  | Canada (bandiera)      | C     | John Limniatis     |
| 9  | Canada (bandiera)      | A     | Grant Needham      |
| 10 | Italia (bandiera)      | A     | Nicola Zanone      |
| 11 | Giamaica (bandiera)    | A     | Lloyd Barker       |
| 12 | Canada (bandiera)      | D     | Patrick Diotte     |
| 13 | Canada (bandiera)      | A     | Arthur Calixte     |

| N. |                    | Ruolo | Calciatore            |
| -- | ------------------ | ----- | --------------------- |
| 13 | Canada (bandiera)  | C     | Adel Bahri            |
| 14 | Canada (bandiera)  | A     | Cameron Walker        |
| 15 | Canada (bandiera)  | A     | Robbie Gasparini      |
| 16 | Canada (bandiera)  | D     | Jason de Vos          |
| 17 | Canada (bandiera)  | C     | Pierre-Richard Thomas |
| 18 | Algeria (bandiera) | C     | Ibrir Otmane          |
| 19 | Canada (bandiera)  | C     | Abdel Sahrane         |
| 20 | Canada (bandiera)  | D     | André Belotte         |
| 20 | Canada (bandiera)  | A     | Mauro Biello          |
| 22 | Algeria (bandiera) | P     | Djamel Laarabi        |
| 23 | Canada (bandiera)  | A     | Mostafa Sahrane       |
| 29 | Canada (bandiera)  | P     | Christian Mindru      |
|    | Nigeria (bandiera) | C     | Folorunso Okenla      |

## Risultati

### APSL
Ogni squadra giocava 24 partite, 12 in casa e altrettante in trasferta.
| Fullerton 14 maggio 1993               | Los Angeles Salsa | 2 – 2 (d.t.s.) | Montréal Impact | Titan Stadium |
| \| \| \| \| \| \| Shootout 1 – 0 \| \| |                   |                |                 |               |
|                                        |                   |                |                 |               |
|                                        | Shootout 1 – 0    |                |                 |               |

| Englewood 15 maggio 1993 | Colorado Foxes | 2 – 0 | Montréal Impact | Englewood Stadium |

| Montrèal 21 maggio 1993 | Montréal Impact | 4 – 2 | T.B. Rowdies | Compl. Claude-Robillard (5.380 spett.) |

| Montréal 30 maggio 1993 | Montréal Impact | 0 – 2 | Vancouver 86ers | Compl. Claude-Robillard (4.027 spett.) |

| Toronto 6 giugno 1993 | Toronto Blizzard | 1 – 0 | Montréal Impact | Varsity Stadium |

| Montréal 11 giugno 1993 | Montréal Impact | 0 – 1 | Colorado Foxes | Compl. Claude-Robillard (2.849 spett.) |

| Fort Lauderdale 18 giugno 1993 | Ft. Lauderdale Strikers | 1 – 2 | Montréal Impact | Lockhart Stadium |

| Tampa 19 giugno 1993                   | T.B. Rowdies   | 1 – 1 (d.t.s.) | Montréal Impact | Tampa Stadium |
| \| \| \| \| \| \| Shootout 2 – 3 \| \| |                |                |                 |               |
|                                        |                |                |                 |               |
|                                        | Shootout 2 – 3 |                |                 |               |

| Montréal 27 giugno 1993 | Montréal Impact | 3 – 0 | Ft. Lauderdale Strikers | Compl. Claude-Robillard (4.410 spett.) |

| Burnaby 1 luglio 1993 | Vancouver 86ers | 0 – 2 | Montréal Impact | Swangard Stadium |

| Toronto 4 luglio 1993 | Toronto Blizzard | 3 – 4 | Montréal Impact | Varsity Stadium |

| Montréal 9 luglio 1993 | Montréal Impact | 2 – 0 | T.B. Rowdies | Compl. Claude-Robillard (4.562 spett.) |

| Montréal 14 luglio 1993 | Montréal Impact | 2 – 1 | Toronto Blizzard | Compl. Claude-Robillard (5.804 spett.) |

| Montréal 16 luglio 1993 | Montréal Impact | 1 – 2 | Ft. Lauderdale Strikers | Compl. Claude-Robillard (4.189 spett.) |

| Burnaby 30 luglio 1993 | Vancouver 86ers | 2 – 1 | Montréal Impact | Swangard Stadium |

| Montréal 6 agosto 1993 | Montréal Impact | 0 – 1 | Los Angeles Salsa | Compl. Claude-Robillard (7.129 spett.) |

| Montréal 15 agosto 1993                | Montréal Impact | 0 – 0 (d.t.s.) | Vancouver 86ers | Compl. Claude-Robillard (3.874 spett.) |
| \| \| \| \| \| \| Shootout 3 – 0 \| \| |                 |                |                 |                                        |
|                                        |                 |                |                 |                                        |
|                                        | Shootout 3 – 0  |                |                 |                                        |

| Montréal 22 agosto 1993 | Montréal Impact | 1 – 0 | Los Angeles Salsa | Compl. Claude-Robillard (5.611 spett.) |

| Fullerton 27 agosto 1993 | Los Angeles Salsa | 2 – 0 | Montréal Impact | Titan Stadium |

| Englewood 29 agosto 1993 | Colorado Foxes | 4 – 1 | Montréal Impact | Englewood Stadium |

| Montréal 1 settembre 1993 | Montréal Impact | 1 – 0 | Toronto Blizzard | Compl. Claude-Robillard (3.024 spett.) |

| Fort Lauderdale 4 settembre 1993 | Ft. Lauderdale Strikers | 2 – 0 | Montréal Impact | Lockhart Stadium |

| Tampa 6 settembre 1993 | T.B. Rowdies | 2 – 1 (d.t.s.) | Montréal Impact | Tampa Stadium |

| Montréal 10 settembre 1993 | Montréal Impact | 0 – 2 | Colorado Foxes | Compl. Claude-Robillard (3.019 spett.) |

## Statistiche

### Statistiche di squadra
Erano assegnati 6 punti per la vittoria, 4 punti per la vittoria agli shootout, 2 punti per la sconfitta agli shootout e 0 punti per la sconfitta, più un ulteriore punto bonus per ogni gol segnato fino ad un massimo di 3 ad incontro.
| Competizione | Punti | In casa | In casa | In casa | In casa | In casa | In casa | In casa | In casa | In trasferta | In trasferta | In trasferta | In trasferta | In trasferta | In trasferta | In trasferta | In trasferta | Totale | Totale | Totale | Totale | Totale | Totale | Totale | Totale |
| Competizione | Punti | G       | V       | Vs      | Ps      | P       | Bg      | Gf      | Gs      | G            | V            | Vs           | Ps           | P            | Bg           | Gf           | Gs           | G      | V      | Vs     | Ps     | P      | Bg     | Gf     | Gs     |
| ------------ | ----- | ------- | ------- | ------- | ------- | ------- | ------- | ------- | ------- | ------------ | ------------ | ------------ | ------------ | ------------ | ------------ | ------------ | ------------ | ------ | ------ | ------ | ------ | ------ | ------ | ------ | ------ |
| APSL         | 90    | 12      | 6       | 1       | 0       | 5       | 13      | 14      | 11      | 12           | 3            | 1            | 1            | 7            | 13           | 14           | 22           | 24     | 9      | 2      | 1      | 12     | 26     | 28     | 33     |

### Statistiche dei giocatori
| Giocatore     | APSL     | APSL | APSL        | APSL       |
| Giocatore     | Presenze | Reti | Ammonizioni | Espulsioni |
| ------------- | -------- | ---- | ----------- | ---------- |
| A. Bahri      | 3        | 0    | -           | -          |
| L. Barker     | 19       | 3    | 1           | -          |
| A. Belotte    | 0        | 0    | -           | -          |
| M. Biello     | 5        | 0    | -           | -          |
| A. Calixte    | 7        | 2    | -           | -          |
| N. Dasovic    | 18       | 3    | 3           | 1          |
| N. De Santis  | 20       | 1    | 6           | 1          |
| J. de Vos     | 18       | 1    | 3           | -          |
| P. Diotte     | 16       | 0    | 1           | -          |
| R. Doliscat   | 19       | 0    | 4           | 1          |
| W. Dupont     | 8        | 0    | 2           | -          |
| P. Ferri      | 20       | 2    | 7           | 1          |
| R. Gasparini  | 3        | 0    | -           | -          |
| P. Harrington | 24       | -33  | -           | -          |
| D. Laarabi    | 0        | 0    | -           | -          |
| J. Limniatis  | 13       | 0    | 5           | -          |
| D. Lopez      | 6        | 1    | -           | -          |
| C. Mindru     | 0        | 0    | -           | -          |
| G. Needham    | 15       | 6    | 1           | -          |
| F. Okenla     | 7        | 0    | -           | -          |
| I. Otmane     | 4        | 0    | 3           | -          |
| M. Rizi       | 21       | 1    | 3           | -          |
| A. Sahrane    | 22       | 1    | -           | -          |
| M. Sahrane    | 0        | 0    | -           | -          |
| P.R. Thomas   | 9        | 0    | 1           | -          |
| C. Walker     | 10       | 2    | 1           | -          |
| N. Zanone     | 22       | 4    | 1           | -          |